# BMW 7 Серії
BMW 7 Серії — це розкішні представницькі люкс седани, що виробляються BMW. Вони прийшли на зміну моделям «New Six» у 1976. Це флагманські моделі BMW.

## Попередники— New Six (1968—1977)

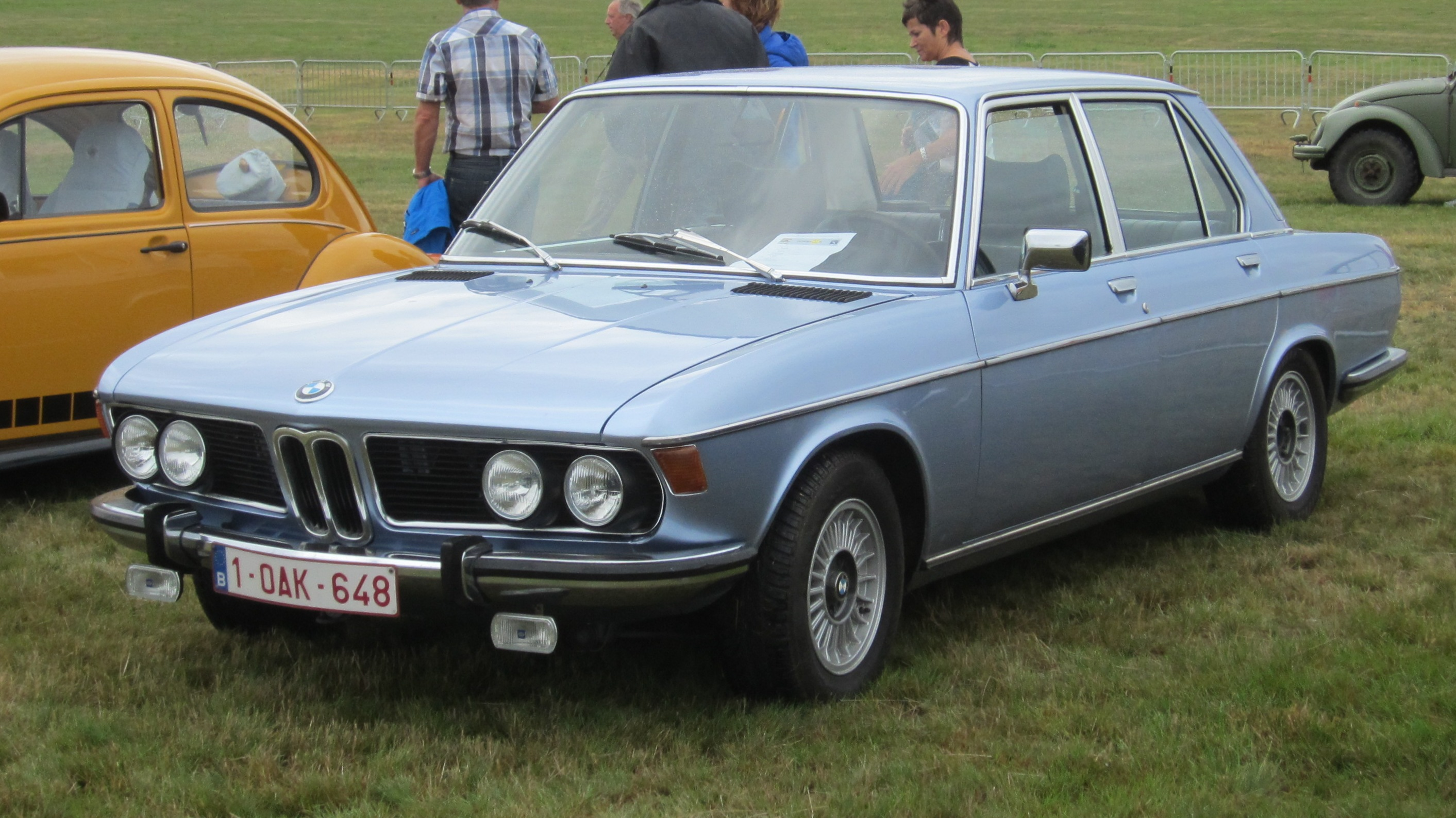
BMW E3

BMW E3/E9 — це серія розкішних шестициліндрових автомобілів, яку також називали New Six.

## Перше покоління (E23; 1977—1986)

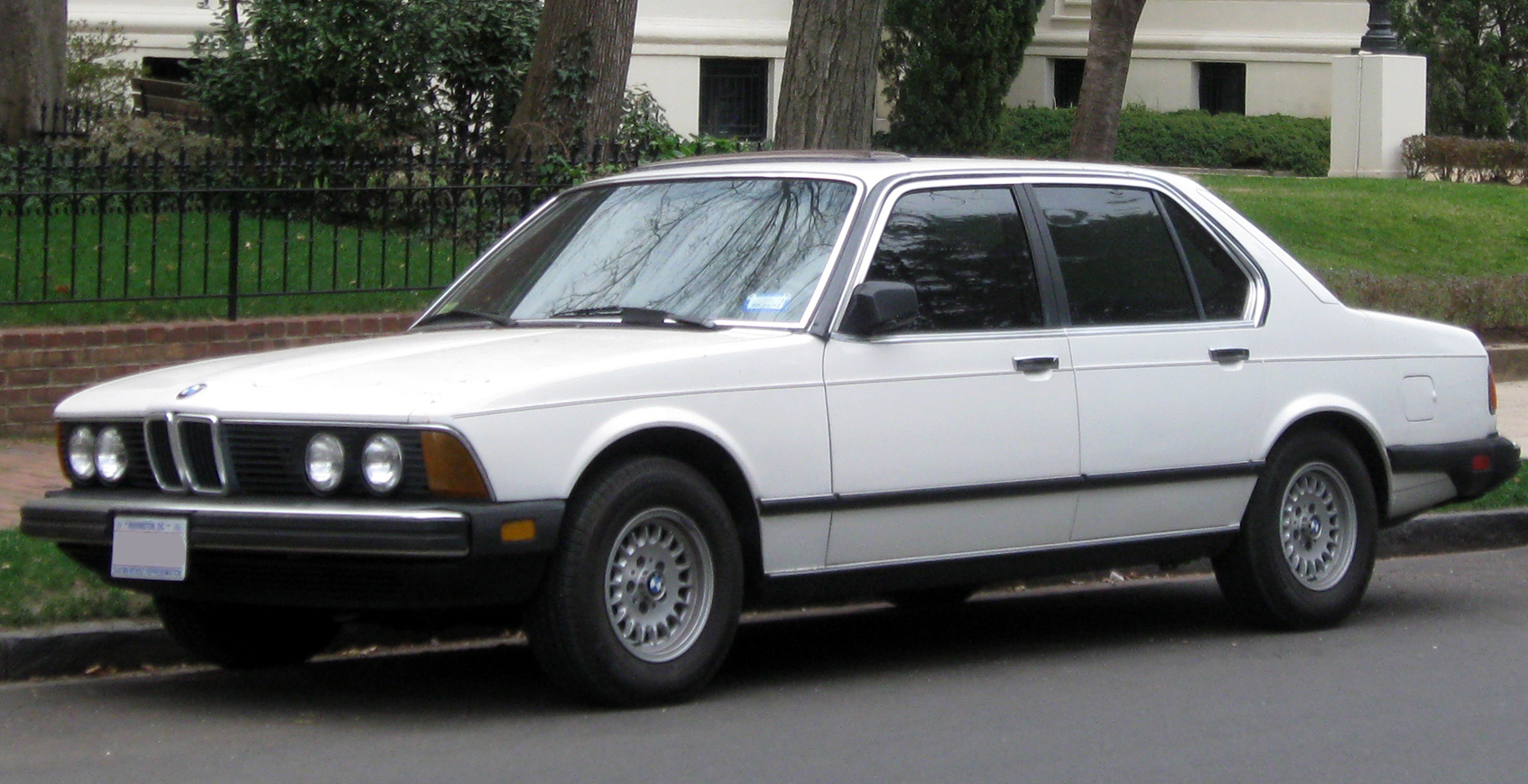
BMW E23

Сьома серія з'явилася в модельному ряду BMW в 1977 році. Для топ-моделі вибрали заводський індекс Е23. Флагман з хижою мордочкою і фамільним вигином Хофмайстера виглядав елегантно. Довжина кузова становила 4860 мм, колісна база — 2795 мм. Німці ставили на «сімку» тільки 6-циліндрові рядні мотори об'ємом від 2,5 до 3,4 л потужністю від 150 до 286 к.с. З 1977 по 1986 рік виготовлено понад 285 тисяч автомобілів BMW E23.
Модельний ряд 725i, 728, 728i/iS, 730, 730i, 732i, 733i, 735i, 745i Turbo, 745i South Africa та L7. (Більше інформації про BMW E23)
Саме цей автомобіль був показаний у кліпі на пісню "911" групи "Океан Ельзи".

## Друге покоління (E32; 1986—1994)

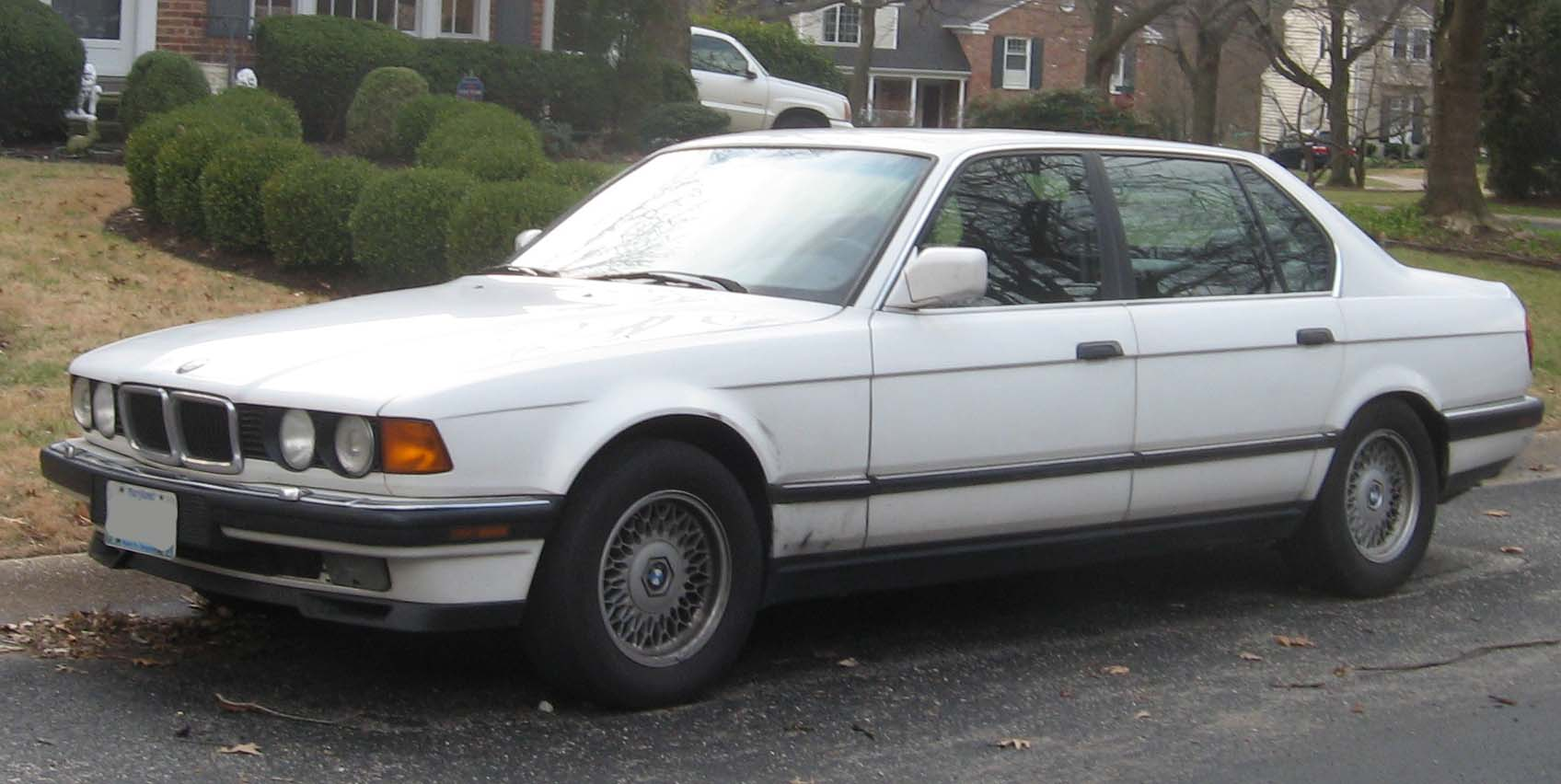
BMW E32

E32 був представлений у 1987 моделями 730i та 735i з рядними 6-циліндровими двигунами об'ємом 3.0 та 3.5 літри, та 750і з новим 5-літровим, 300-сильним двигуном V12. У 1992 році лінійка поповнилася 8-циліндровими двигунами об'ємом 3.0 та 4.0 літри (730i та 740i). Всі моделі були також доступні у подовженій версії «L», в якій було на 10 см більше місця для ніг задніх пасажирів. До речі, починаючи з 1991 року власники BMW, першими у автомобільному світі, отримали змогу замовляти іноваційні ксенонові лампи виробництва компанії Philips як додаткову опцію. А з 1994 року автомобілі BMW E32 стали першими у світі автомобілями зі штатно встановленними ксеноновими фарами.
Всього виготовлено понад 310 тисяч автомобілів BMW E32.

## Третє покоління (Е38; 1994—2001)

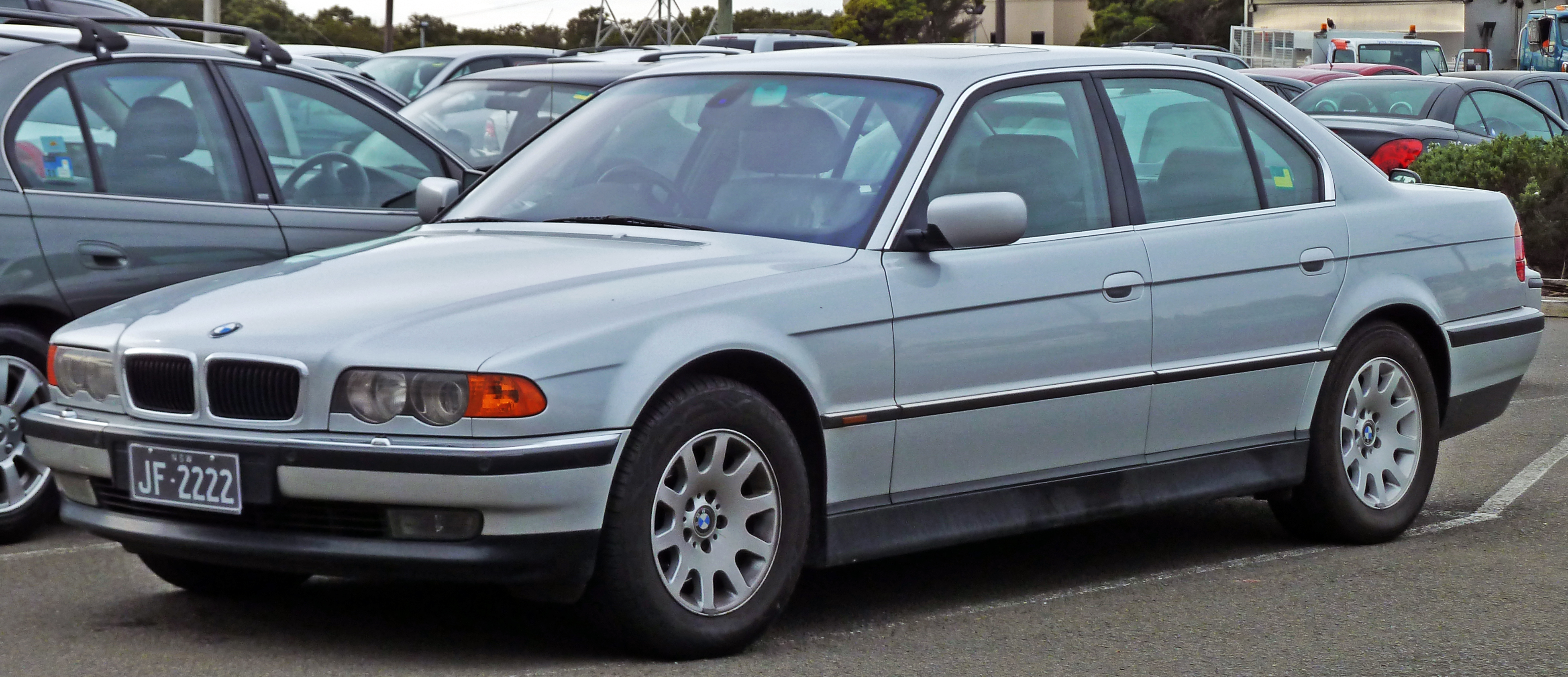
BMW E38

Покоління E38 (1994 — 2001) оснащувалося 5-ступеневою автоматичною чи ручною трансмісією. В Європі були такі варіанти двигунів 725tds, 728i, 730i, 730d, 735i, 740i (4.0 та 4.4 L), 740d та 750i (з 5.4-літровим 322-сильним двигуном, що використовувався в моделі Rolls-Royce Silver Seraph).
В Америці продавалися такі моделі 740i, 740iL та 750iL. 740i та 740iL оснащувалися 4.4-літровою «вісімкою». 740iL це просто подовжений 740i. Рідкісний 5.4-літровий 12-циліндровий 750iL був доступним лише в подовженому корпусі; В Америці не було «звичайного» 750i. 750iL був флагманським седаном BMW.
Спортивний пакет був доступним для 740i; авто з цим пакетом називалися 740i Sport. Індивідуальний спортивний пакет був доступним для 740iL та 750iL у 2001, останньому році виробництва E38.
Опції для E38 7 Серії включали омивачі з високим тиском для фар, авторівневі ксенонові лампи, електролюк, CD-чейнджер на 6 дисків з 14 динаміками та чотирма сабвуферами, бортова навігація та склоочищувачі з датчиком дощу. Інші опції включали систему автоматичного мультизонного клімат-контролю та 3-позиційну систему пам'яті для крісла водія, пасів безпеки, керма та бокових дзеркал. Передні подушки безпеки та система захисту голови (HPS) також були стандартом.
Всього виготовлено понад 340 тисяч автомобілів BMW E38.

## Четверте покоління (E65/E66/E67/E68; 2001—2008)

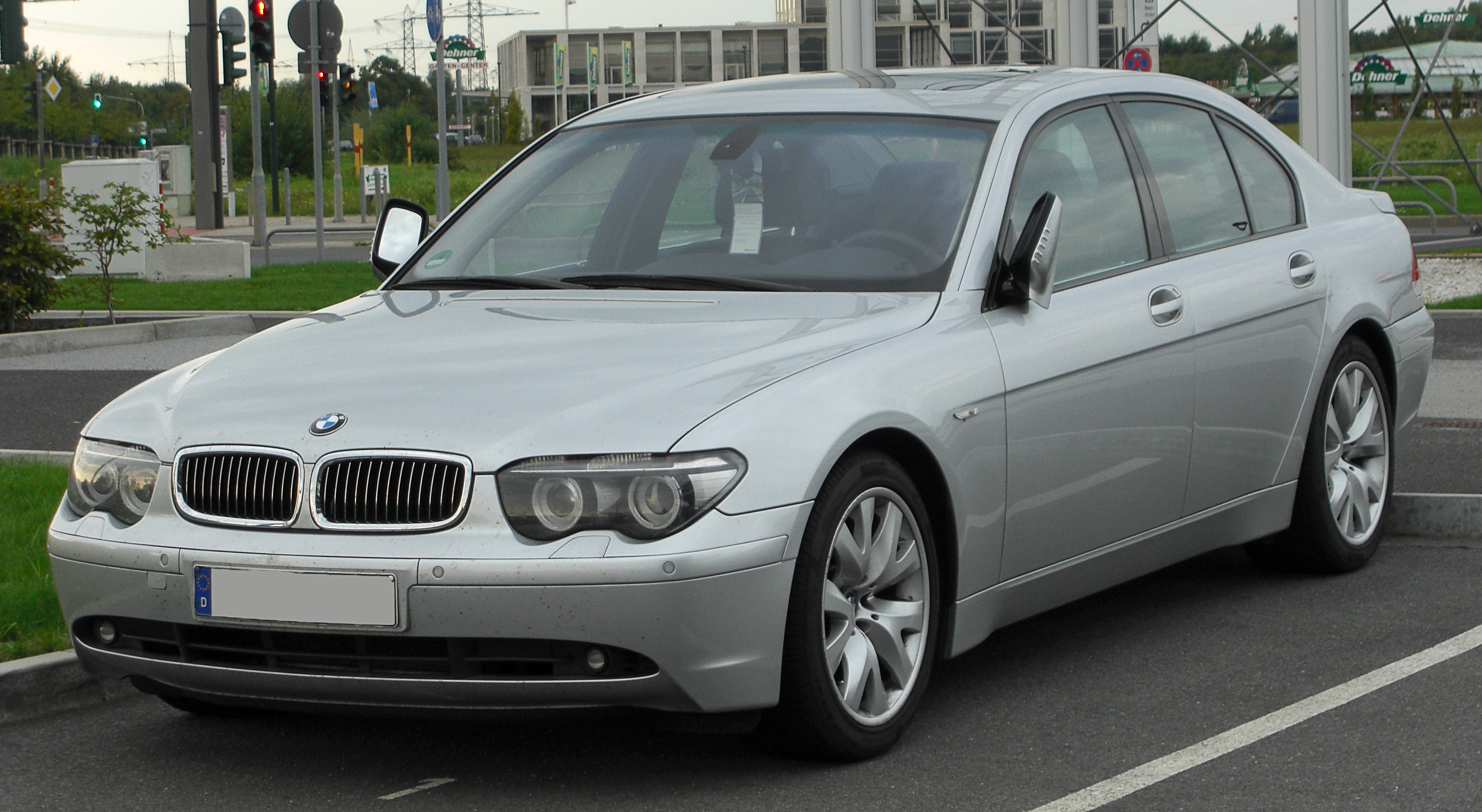
BMW E65

В період з 2001 по 2008 роки випускались дві версії 7-серії: зі стандартною колісною базою E65 (2990 мм) та подовженою колісною базою E66 (3130 мм).
Це був перший BMW дизайн якого розробив Кріс Бенгл (Chris Bangle). Дизайн став предметом довгого обговорення: він не всім прийшовся до смаку.
Особливістю E65/E66 7-серії BMW стала система iDrive, що складається з монітору на передній панелі та контролера на центральній консолі, що працює за принципом схожим на комп'ютерну мишу. Використовуючи систему з восьми меню можна регулювати велику кількість параметрів автомобіля серед яких клімат-контроль, аудіосистема, навігація, підвіска та зв'язок. Систему критикують за складність і за те, що вона нібито відволікає водія від дороги.
У 2005 було проведено фейсліфтинг моделі та додано новий двигун V8.

## П'яте покоління (F01/F02/F03/F04; 2008—2015)

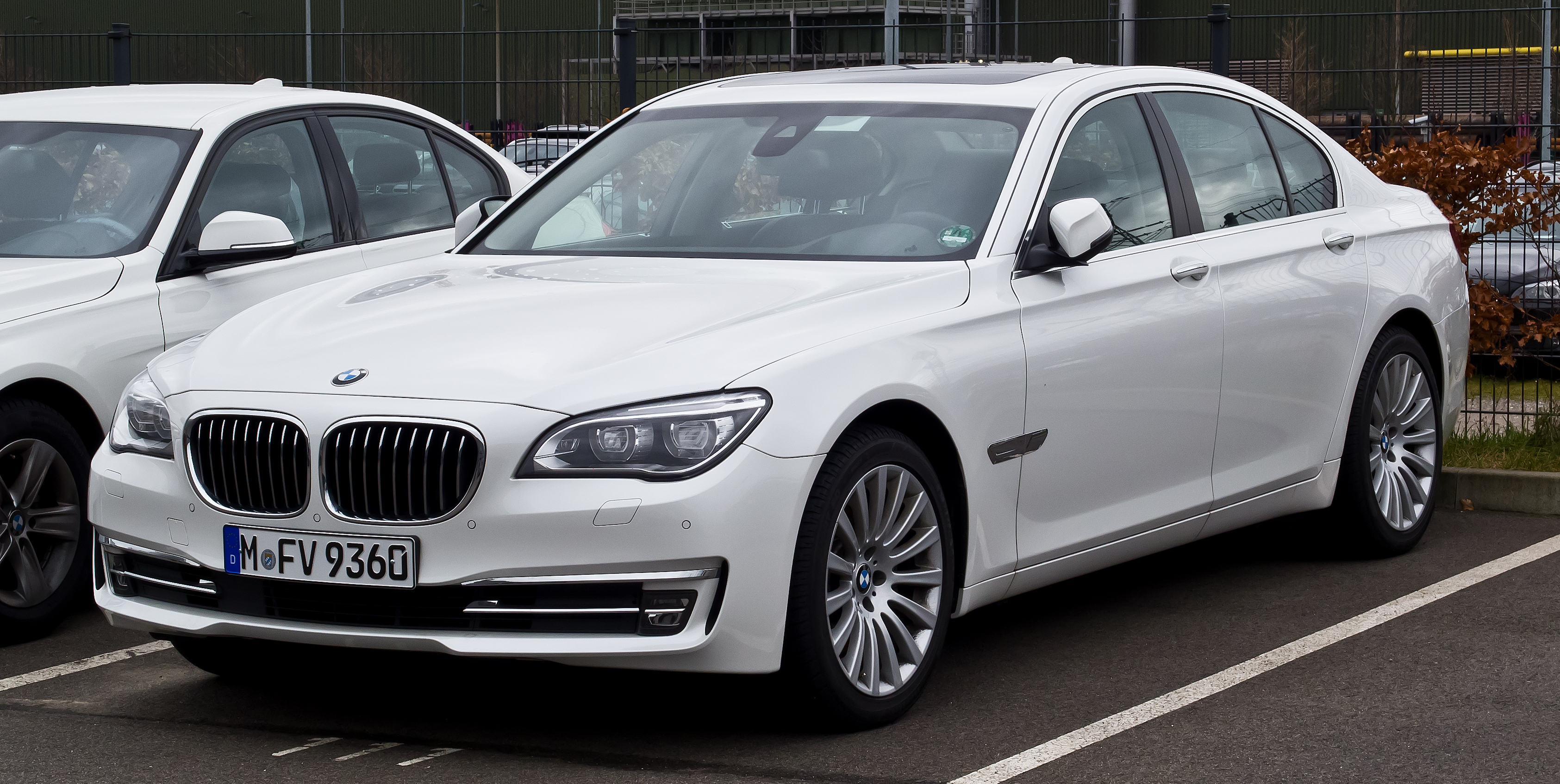
BMW F01

F01 був представлений восени 2008 року на Паризькому автосалоні з бензиновими двигунами об'ємом 3.0 та 4.4 літри (740i та 750i), та дизельним двигуном об'ємом 3.0 літри (730d).
Базова модель має внутрішньозаводське позначення F01, варіант зі збільшеною колісною базою (відстань між передньою і задньою осями коліс) має заводський індекс F02, а у маркуванні для продажу позначається літерою L (наприклад 740i та 740Li).

## Шосте покоління (G11/G12; 2015–теперішній час)

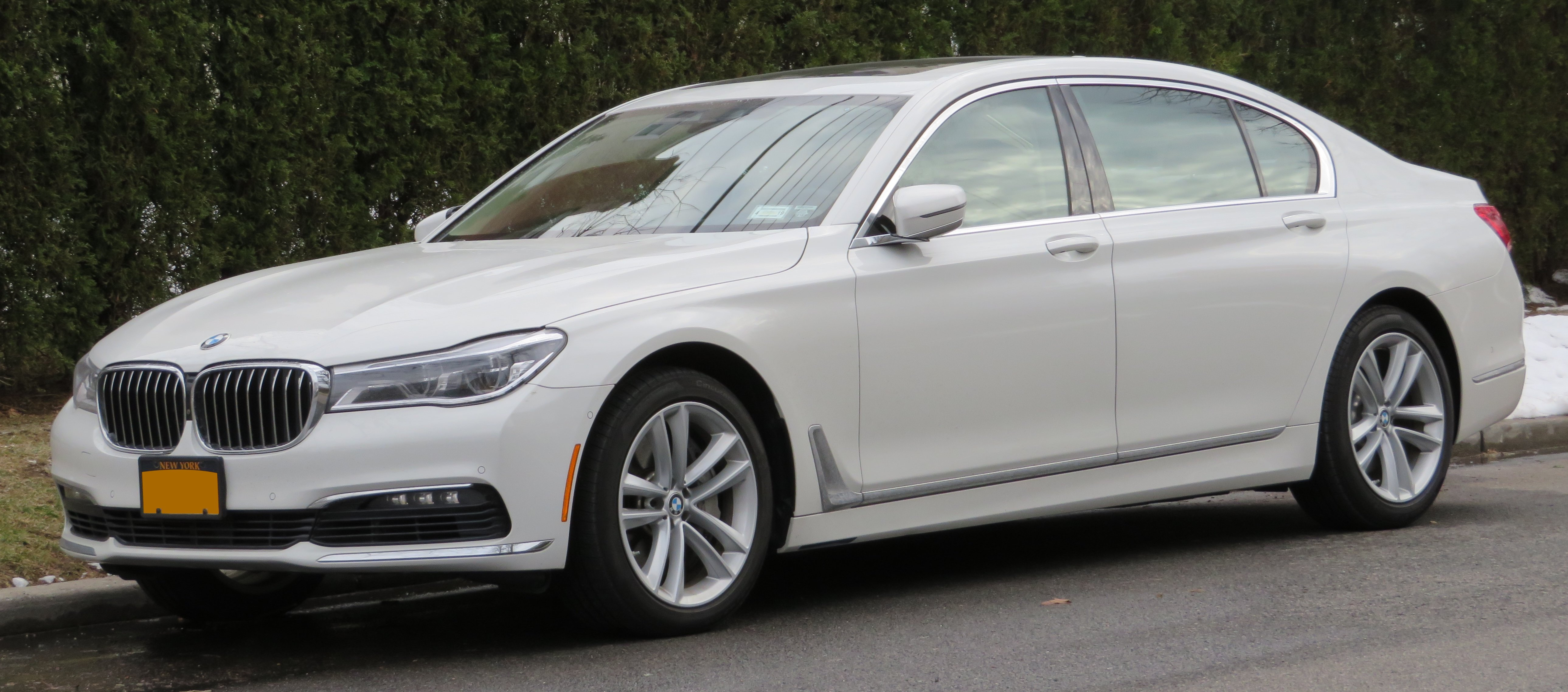
BMW G12

G11 нового покоління був розсекречений в мережі за декілька годин до офіційної презентації в Мюнхені 10.06.2015 року. Дебютує новинка на мотор-шоу у Франкфурті осінню 2015 року.
Автомобіль побудований на новій платформі під назвою «35up». Новинка отримала двигуни R6 нового покоління та модернізований V8. Варіанти: 730d/Ld, 740i/Li, 750i/Li а також 740e/Le, до яких можна замовити спорт-пакет M Sport. Доступна як задньопривідна так і повнопривідна конфігурація. Для версії 740i/Li повний привід не пропонується. Трансмісія 8-ступеневий Steptronic.

## Сьоме покоління (G70/G71; 2023–теперішній час)

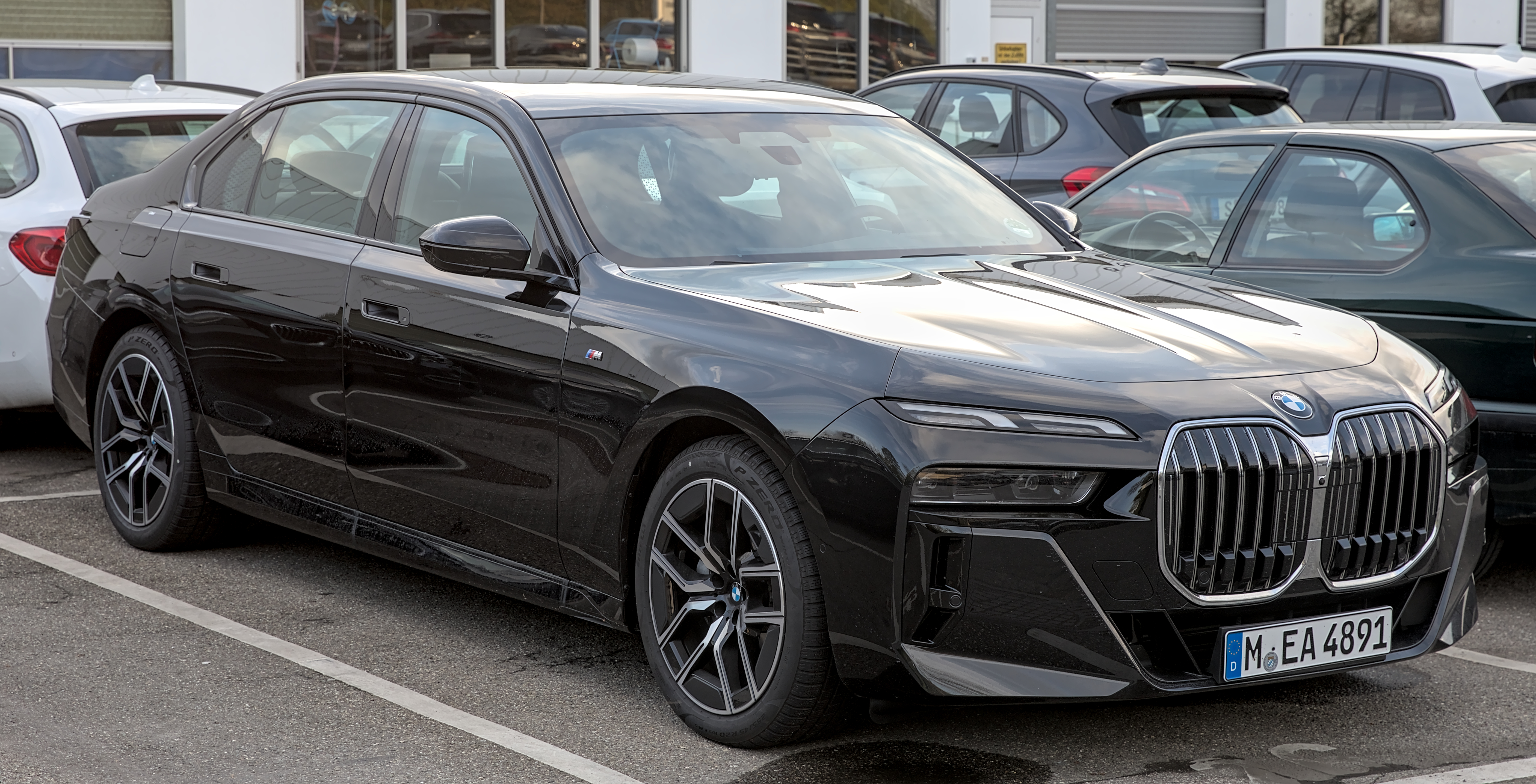
BMW 740d (G70)

BMW 7 серії (G70/G71) дебютує 20 квітня 2022 року. У нього буде електричний варіант BMW i7. В ньому будуть використовуватися нові «горизонтально розділені фари», які будуть представлені на новому X7, також запущеному в квітні 2022 року.

## BMW i7
BMW i7 є електричним варіантом BMW 7 серії. У березні показали тизер моделі.

## Виробництво і продажі
| Календарний рік | Всього виготовлено | Продажі в США | Продажі в Китаї |
| --------------- | ------------------ | ------------- | --------------- |
| 1995            |                    | 22,637        |                 |
| 1996            |                    | 22,775        |                 |
| 1997            | 49,700             | -             |                 |
| 1998            | 47,300             | -             |                 |
| 1999            | 43,000             | 18,233        |                 |
| 2000            | 39,000             | 16,619        |                 |
| 2001            | 32,749             | 13,389        |                 |
| 2002            | 53,504             | 22,006        |                 |
| 2003            | 57,899             | 20,473        |                 |
| 2004            | 47,689             | 16,155        |                 |
| 2005            | 50,062             | 18,165        |                 |
| 2006            | 50,227             | 17,796        |                 |
| 2007            | 44,421             | 14,773        |                 |
| 2008            | 38,835             | 12,276        |                 |
| 2009            | 52,680             | 9,254         | 16,006          |
| 2010            | 65,814             | 12,253        | 26,553          |
| 2011            | 68,774             | 11,299        | 33,500          |
| 2012            | 59,184             | 11,098        | 26,808          |
| 2013            | 56,001             | 10,932        | 25,916          |
| 2014            | 48,519             | 9,744         | 21,896          |
| 2015            | 36,364             | 9,292         | 13,692          |
| 2016            | 61,514             | 12,918        |                 |